# Institute Football Club
L'Institute Football Club è una società calcistica nordirlandese con sede nella città di Derry. Fondata nel 1905, oggi milita nella IFA Championship.
Disputa i match interni nello stadio YMCA Grounds che ospita 2.000 spettatori.

## Rosa attuale
| N. |                             | Ruolo | Calciatore        |
| -- | --------------------------- | ----- | ----------------- |
| 1  | Irlanda (bandiera)          | P     | Eugene Ferry      |
| 2  | Irlanda del Nord (bandiera) | D     | Graham Crown      |
| 3  | Irlanda (bandiera)          | D     | Colm McLaughlin   |
| 4  | Irlanda del Nord (bandiera) | D     | John Curran       |
| 5  | Irlanda del Nord (bandiera) | D     | Paddy McLaughlin  |
| 6  | Irlanda del Nord (bandiera) | C     | Declan McKeever   |
| 8  | Irlanda del Nord (bandiera) | C     | Dwayne McManus    |
| 9  | Irlanda (bandiera)          | A     | Stephen O'Flynn   |
| 10 | Irlanda del Nord (bandiera) | A     | Michael McCrudden |
| 11 | Irlanda del Nord (bandiera) | A     | Darren McFadden   |
| 12 | Irlanda del Nord (bandiera) | C     | Stephen Curry     |
| 14 | Irlanda del Nord (bandiera) | C     | Aaron Walsh       |
| 15 | Irlanda del Nord (bandiera) | D     | Stephen O'Donnell |
| 16 | Irlanda del Nord (bandiera) | C     | Jude Ballard      |
| 17 | Irlanda (bandiera)          | C     | Ryan Varma        |
| 18 | Irlanda del Nord (bandiera) | D     | Lee Toland        |
| 19 | Irlanda (bandiera)          | C     | Thomas McBride    |

| N. |                             | Ruolo | Calciatore          |
| -- | --------------------------- | ----- | ------------------- |
| 20 | Irlanda del Nord (bandiera) | D     | Dean Curry          |
| 21 | Irlanda del Nord (bandiera) | C     | Jamie McIntyre      |
| 22 | Irlanda del Nord (bandiera) | D     | Matthew Young       |
| 23 | Irlanda (bandiera)          | D     | Sean Roddy          |
| 24 | Irlanda (bandiera)          | C     | Mark Forker         |
| 25 | Irlanda del Nord (bandiera) | P     | Corey Wilson        |
| 26 | Irlanda del Nord (bandiera) | C     | Ben Doherty         |
| 27 | Irlanda (bandiera)          | C     | Ronan Doherty       |
| 28 | Irlanda del Nord (bandiera) | C     | Cormac Burke        |
| 29 | Irlanda del Nord (bandiera) | D     | Mark Scoltock       |
| 30 | Irlanda del Nord (bandiera) | P     | Martin Gallagher    |
| 31 | Irlanda del Nord (bandiera) | C     | Mark McGroarty      |
| 32 | Irlanda del Nord (bandiera) | C     | Gary Henderson      |
| 33 | Irlanda del Nord (bandiera) | A     | Ricky-Lee Dougherty |
| 34 | Irlanda (bandiera)          | P     | Rory Kelly          |
| 35 | Irlanda del Nord (bandiera) | C     | Robbie Hume         |
|    | Irlanda (bandiera)          | A     | Paul McVeigh        |

## Palmarès

### Competizioni nazionali
- IFA Championship: 3

2006-2007, 2013-2014, 2017-2018

### Competizioni regionali
- North West Senior Cup: 8

1997-1998, 2002-2003, 2008-2009, 2010-2011, 2011-2012, 2014-2015, 2016-2017, 2017-2018

### Altri piazzamenti
- Irish Football League Cup:

Semifinalista: 2019-2020